# Die Reise nach Westen
| Die Reise nach Westen | Die Reise nach Westen |
| --- | --------------------- |
| Malerei im Sommerpalast *, Beijing 2005 |                       |
| Chinesische Schreibung |                       |
| Langzeichen | 西遊記                |
| Kurzzeichen | 西游记                |
| Pinyin | Xīyóujì               |
| Wade-Giles | Hsi1-yu2-chi4         |
| Jyutping | Sai1jau4gei3          |
| Japanische Schreibung |                       |
| Go-on-Lesung |                       |
| Kanji | 西遊記                |
| Kana | せいゆうき            |
| Hepburn | Seiyūki               |
| Kunrei | Seiyūki               |
| Kan-on-Lesung |                       |
| Kanji | 西遊記                |
| Kana | さいゆうき            |
| Hepburn | Saiyūki               |
| Kunrei | Saiyūki               |
| Koreanische Schreibung |                       |
| Hangul | 서유기                |
| Hanja | 西遊記 **             |
| RR | Seoyugi               |
| MR | Sŏyugi                |
| Yale | Seyugi                |
| Anmerkung: * Die vier Hauptfiguren: Der Affenkönig, Xuanzang (auf dem Drachenpferd), Zhu Bajie und Sha Wujing als Balkenmalerei im „Langen Wandelgang“ in Yiheyuan (頤和園 / 颐和园). ** In Korea auch bekannt als „Hsi Yu Chi“ (西遊記) nach Wade-Giles-Umschrift. |                       |

Die Reise nach Westen (chinesisch 西遊記 / 西游记, Pinyin Xī yóu jì, W.-G. Hsi Yu Chi), geschrieben im 16. Jh. zur Zeit der Ming-Dynastie von Wu Cheng’en (吳承恩 / 吴承恩), ist ein chinesischer Roman und zählt zu den vier klassischen Romanen der chinesischen Literatur. Er behandelt das Prinzip des Reisens, verbunden mit chinesischen Volkssagen, Legenden und Themen des Buddhismus und Daoismus und erzählt im Speziellen von der Reise eines Mönches der Tangzeit zu einem Land namens „Westlicher Himmel“ (西天,  Xītiān, Jyutping Sai1tin1), das „westlich“ vom antiken China liegt, also im heutigen Indien, von wo er Buddhas heilige Schriften (Sutra) nach China bringen soll.

## Inhalt
Der erste Teil erzählt von dem von Himmel und Erde (天地,  tiāndì, Jyutping tin1dei6 – „sinngemäß: Universum, Mutter Natur“)  a geborenen steinernen Affen Sun Wukong (孫悟空)  b, der übernatürliche Fähigkeiten und später sogar die Unsterblichkeit gewinnt, sich zum König der Affen macht und Aufruhr im Himmel stiftet. Der Himmelskaiser – auch als „Jadekaiser“ bekannt – sendet all seine Truppen gegen Sun Wukong, doch diesem gelingt es immer wieder – weniger durch seine Kraft, sondern meist durch List – die himmlischen Heerscharen zu überwältigen oder ihnen zu entkommen. Schließlich ruft der Himmelskaiser Buddha zu Hilfe, dem es gelingt, den Affenkönig zu überlisten: Er schafft ein Gebirge aus den fünf Elementen Wasser, Feuer, Holz, Erde und Metall und bedeckt Sun Wukong damit; ein zusätzlicher Zauber an einem Felsen hält den Affenkönig darin fest. Erst 500 Jahre später wird er vom buddhistischen Mönch Xuanzang (玄奘)  c befreit, der ihn als Schüler annimmt, worauf er diesen zehn Jahre auf seiner Reise bis vor das Antlitz Buddhas begleitet.
Diese Reise wird ausführlich im zweiten Teil des Buches geschildert. Der erste Teil beruht auf der in der Zeit der Streitenden Reiche entstanden Legende vom Affenkönig, der den Rebellen verkörpert, der sich gegen die Obrigkeit erhebt. Deshalb ist der Affenkönig seit mehr als 1.500 Jahren eine der beliebtesten Volksfiguren und gehört Die Reise nach Westen zu den Volksepen Chinas (siehe auch Die Räuber vom Liang-Schan-Moor).
Die Romanfigur des Mönches Tang Seng (唐僧 – „Tang-Mönch“)  d, mit dem Beinamen Sanzang (三藏 – „Tripitaka“)  e – daher auch Tang Sanzang (唐三藏 – „Tripitaka-Mönch aus Tang-China“)  e genannt – wird auf seiner Reise von drei anderen Personen begleitet. Von diesen stellt Sun Wukong, der König der Affen, mit seiner Mischung aus ungestümem Verhalten, großem Mut, merkwürdigem Humor und stellenweise überraschender Weisheit den eigentlichen Hauptcharakter der Geschichte dar. Sun Wukong ist eine der bekanntesten mythischen Kreaturen Chinas und könnte im Ursprung mit dem hinduistischen Affengott Hanuman verwandt sein.
Weitere Begleiter des Mönches Tang Seng sind Sha Wujing (沙悟淨)  f, ein Wasser- oder Halbdämon – je nach Quelle – mit furchterregendem Antlitz, und Zhu Bajie (豬八戒)  g, von Mönch Tang Seng Zhu Wuneng (豬悟能)  g genannt, eine Mischung aus Schwein und Mensch. Beide sind für ihre Verfehlungen bestrafte ehemalige himmlische Würdenträger: Shā Wùjìng war der Vorhanglüftende General, der eine wertvolle Vase zerstört hat, Zhu Bajie der Marschall der himmlischen Segelflotte, der für seinen Flirt mit der Mondgöttin Chang’e durch das Rad der Reinkarnation getreten wurde und dabei ein Schwein als Mutter bekam. Das Pferd – Drachenpferd  h – Tang Sengs war ursprünglich der dritte Prinz des Drachenkönigs (龍王三太子)  i, der die Perle seines Vaters in Brand gesetzt hatte und dafür zum Tode verurteilt worden war. Tang Seng selbst ist die Reinkarnation eines Jüngers Buddhas namens „Goldene Zikade“ (金蟬子,  Jīnchánzǐ)  j, der bei einem Vortrag eingeschlafen und deshalb verstoßen worden war. Die 81 Leidenswege, die Tang Seng hauptsächlich im Verlauf der Reise zurücklegt, sind wesentlicher Bestandteil seiner Buße; so wird die letzte Prüfung am Schluss von Buddha selbst angeordnet.

Vom fantastischen Inhalt der Geschichte abgesehen basiert Die Reise nach Westen auf der wahren Geschichte des chinesischen Mönches Xuanzang – alias Tang Seng, mit dem Beinamen Sanzang, festgehalten in den Aufzeichnungen des Großen Tang-Reiches zu den Westlichen Regionen – 大唐西域記,  Dà Táng Xīyùjì  k, der über die Seidenstraße zur Zeit der Tang-Dynastie von China nach Indien – also nach Westen – reiste, um die Lehren des Buddhismus zu erforschen und in seine Heimat – „China der Tangzeit“ – zu bringen, um sie dort zu propagieren.

Figuren der Geschichte (Auswahl)
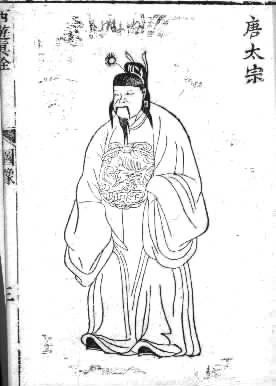
Kaiser Tang Taizong  1
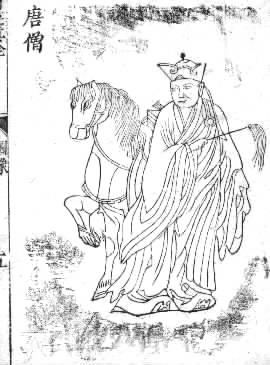
Mönch Tang Seng  2  d
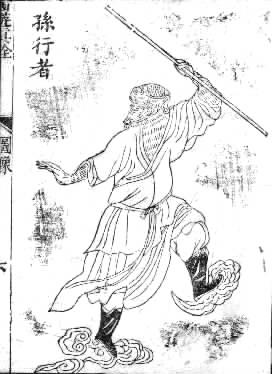
Affenkönig – Sun Xingzhe  3  b
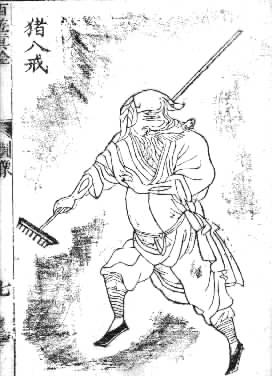
Halbmensch – Zhu Bajie  4  g
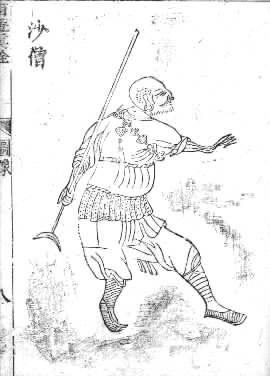
Halbdämon – Sha seng  5   f
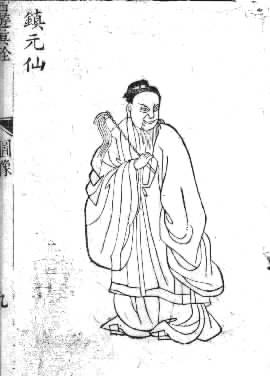
Daoistischer Xian  6
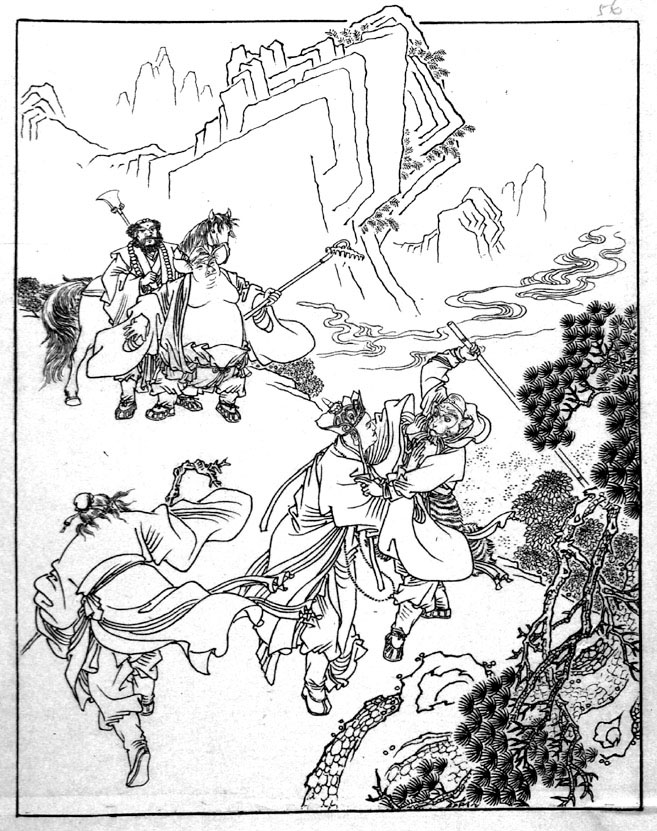
Dämon – Baigujing  7
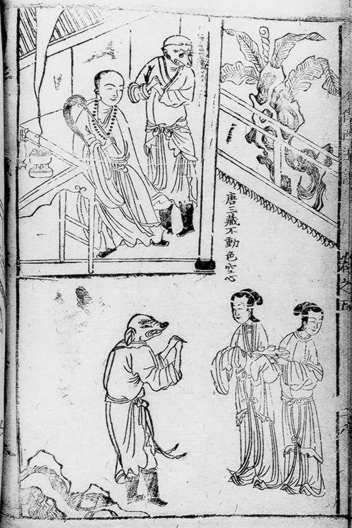
Illustration des 18. Jh. 8

## Adaptionen
Die Geschichte ist eine der wichtigsten Erzählungen Chinas und weit über die Grenzen des Landes hinaus bekannt. Sie ist die Grundlage zahlloser Filme, Bücher, Comics und Computerspiele.
- Der klassische chinesische Animationsfilm Der König der Affen (1965) erzählt die Geschichte nach.
- 1978 wurde Milo Manara mit seiner Comicadaption von Der Affenkönig berühmt (mit dem Text von Silverio Pisus, zuerst veröffentlicht in dem Comic-Magazin Pilote).
- In den 1980er-Jahren produzierte CCTV eine recht werkgetreue TV-Serie, deren 25 Folgen gut die wichtigere Hälfte der 100 Kapitel des Buchs abdecken und die 1988 komplett ausgestrahlt wurde. Für die fehlenden Kapitel wurden zwischen 1998 und 1999 weitere 16 Folgen gedreht und 2000 ausgestrahlt.
- Die bekannte Manga-Serie Dragon Ball (1984–1995) basiert lose auf den Abenteuern des Affenkönigs Son Gokū (japanisch 孫悟空, chin. Sūn Wùkōng).
- Der Manga Saiyūki (japanisch 最遊記, 1995) bzw. dessen Spin-off und deren Anime-Fernsehserie aus dem Jahr 2000 mit dem Titel Gensōmaden Saiyūki, die 50 Folgen umfasst, übernehmen fast alle Elemente der Geschichte. Ein weiterer Anime namens Alakazam – König der Tiere (Saiyūki) basiert ebenfalls auf der chinesischen Geschichte.
- 2001 erschien Monkey King – Ein Krieger zwischen den Welten als „Mini-Serie“ (2 Folgen, insgesamt eine Dauer von etwa 3 Stunden). Thomas Gibson spielt den Amerikanischen Geschäftsmann Nicholas Orton, der verhindern soll, dass sich die Welt 500 Jahre zurückentwickelt. Um dies zu tun muss er das Manuscript „Die Reise nach Westen“ vor der Zerstörung bewahren und wird von Sun Wukong, Zhu Bajie und Sha Wujing begleitet.[7]
- 2001 erschien das chinesische Online-Rollenspiel Fantasy Westward Journey (夢幻西遊), das den Roman „Die Reise nach Westen“ zum Vorbild hat.
- Am 28. Juni 2007 wurde die Oper Monkey: Journey to the West von dem chinesischen Schauspieler und Regisseur Chen Shi-zheng, dem britischen Musiker Damon Albarn und dem Künstler Jamie Hewlett in Manchester uraufgeführt. Das Stück ist eine Mischung aus chinesischer Oper und modernem Artistikzirkus mit westlichen Einflüssen.
- Am 5. Oktober 2010 erschien für die Playstation 3 und die Xbox 360 das von Ninja Theory entwickelte Spiel Enslaved: Odyssey to the West, das die Geschichte in eine postapokalyptische Version der realen Welt transferiert, in der der Charakter Monkey seine unfreiwillige Freundin Trip zu ihrer Familie begleiten muss. Monkey selbst ist dabei ein Mensch, hat aber einen unverkennbares, affenartiges Charakterdesign. Das Spiel selbst wurde von der Presse gut aufgenommen.
- In dem Film The Forbidden Kingdom (2008) kommt die Figur des Affenkönigs ebenfalls vor. Die Grundzüge des Filmcharakters stimmen mit denen des Affenkönigs aus den historischen Erzählungen überein, die eigentliche Filmhandlung setzt die Figur aber abgelöst von dem historischen Kontext ein.
- Im Webtoon The God of High School spielt Sun Wukong unter dem Namen Jin Mo-Ri eine der Hauptrollen. Auf die Ereignisse aus „Die Reise nach Westen“ wird mehrfach Bezug genommen.
- Im März 2011 teilte der chinesische Erfolgsproduzent Zhang Jizhong mit, dass er das Werk zusammen mit James Cameron und Guillermo del Toro als Trilogie und in 3D verfilmen will. Die Kosten belaufen sich bisher auf geschätzte 300 Millionen Dollar.
- 2014 erschien mit The Monkey King eine Filmproduktion mit großem Budget und Donnie Yen als Affenkönig.
- 2016 erschien mit The Monkey King 2 eine Fortsetzung diesmal mit Aaron Kwok in der Hauptrolle.
- 2018 erschien mit Die Reise nach Westen eine Serienumsetzung auf Netflix.
- Im Mai 2020 bringt LEGO unter dem Namen Monkie Kid thematische Bausätze heraus, die auf dem chinesischen Roman basieren.
- Im August 2024 erschien das Computerspiel Black Myth: Wukong, das auf dem Roman basiert.[8][9]

## Ausgaben
(chronologisch aufsteigend)
Deutsch
- Der Affe Sun Wukong. In: Chinesische Märchen Gesammelt und aus dem Chinesischen übertragen von Richard Wilhelm. Eugen Diederichs, Jena 1914, Kapitel 100.
- Wu Cheng’en: Monkeys Pilgerfahrt – Eine chinesische Legende. Übersetzung von Georgette Boner und Maria Nils nach dem Englischen von Arthur Waley. Artemis-Verlag, Zürich 1947.
  - Neuauflage: Der rebellische Affe. Die Reise nach dem Westen. Mit einem Essay Zum Verständnis des Werkes von Hellmut Wilhelm. Rowohlts Klassiker der Literatur, Reinbek 1961
  - Neuauflage: Monkeys Pilgerfahrt. Hugendubel, München 1980.
  - Taschenbuch: Monkeys Pilgerfahrt. Die phantastische Reise des Affen Monkey: ein Buch aus den Essenzen des Himmels und der Erde. Goldmann TB 6536. Goldmann Verlag, München 1983, ISBN 3-442-06536-4
- Wu Tschöng-ön: Die Pilgerfahrt nach dem Westen. Aus dem Chinesischen übertragen und gekürzt von Johanna Herzfeldt. Greifenverlag, Rudolstadt (Thüringen) 1962
- Ausschnitte als verschiedene Bilderbücher im Verlag für fremdsprachige Literatur, Peking 1979–1986: Sun Wukong kommt auf die Welt; Der wahre und der falsche Sun Wukong; Aufruhr im Himmel; Sun Wukong wird zum Buddhismus bekehrt; Sun Wukong überlistet die Prinzessin mit dem Eisenfächer.
- Wu Cheng’en: Reise nach Westen. (Bilderbuch; herausgegeben von John Zhou.) Ost-Zhou, Bad Pyrmont 2005, ISBN 3-9809443-3-6
- Anonymus: Die Reise in den Westen. Ein klassischer chinesischer Roman. Mit 100 Holzschnitten nach alten Ausgaben. Übersetzt und kommentiert von Eva Lüdi Kong. Reclam, Stuttgart 2016, ISBN 978-3-15-010879-6 (erste vollständige deutsche Übersetzung; ausgezeichnet mit dem Preis der Leipziger Buchmesse 2017, Kategorie: Übersetzung).

Englisch
- Wu Cheng’en: Monkey. Übersetzt von Arthur Waley. Allen & Unwin, London 1953 (gekürzte Fassung).
- Wu Cheng’en: Journey to the west. Übersetzt von Anthony F. Yu. 4 Bände. University of Chicago Press, 1977 ff. Revised edition 2012.
- Wu Cheng’en: Journey to the west. Übersetzt von William J. F. Jenner. 4 Bde. Foreign Language Press, Beijing 1993. Neuauflage 2010, ISBN 978-7-119-01663-4.

Französisch
- Wu Cheng’en: La Pérégrination vers l'Ouest (Xiyou ji). Übersetzt von André Lévy, Vollständiger Text in 2 Bänden, mit Einführung, Fußnoten und Anmerkungen. Bibliothèque de la Pléiade, Gallimard, Paris 1991.